# 潋江书院
26°19′42.4″N 115°20′52.6″E / 26.328444°N 115.347944°E
潋江书院（土地革命干部训练班旧址）位于江西省赣州市兴国县潋江镇文昌路横街小井头，建于清朝乾隆三年（1738年），嘉庆十六年（1811年）重修。书院为砖木结构、庭院式建筑，由门厅、讲堂、拜厅、魁星阁、文昌宫和崇圣祠组成。占地面积4903平方米。1929年4月毛泽东曾在此文昌宫居住，并在崇圣祠举办了土地革命干部训练班。1930至1943年为兴国县苏维埃政府驻地。1954年拆建武装部。1979年按原貌重建。2006年作为兴国革命旧址的一部分被列为第六批全国重点文物保护单位。

## 历史
据同治十一年《兴国县志》记载：潋江书院“旧在邑北门外瑶冈下。乾隆三年戊午知县徐大坤因文庙旧址创建。乾隆三十年癸巳知县陈椿年复以文庙旧址鼎建文庙。文庙居右，潋江书院在左。”

## 建筑特色
潋江书院坐北朝南，依山造形，五重递进。由低而高，阶梯层次，设计严谨，布列有序，有江南书院的典型风格。
- 有正有斜空间原则：书院的主要建筑和空间沿着两条轴线展开。位于西边的主轴线有几个曲折，而位于东边的次轴线则由北往南直行。

- 有高有低空间效果：书院地处山岗，地势高差较大。位于地势最低的入口处与制高点文昌宫地势相差近4米。设计者根据地势高差变化、相关建筑物的重要性、以及空间组织结构，安排了4组基准标高，并根据这4组标高组织建筑的竖向空间设计。

- 紧凑的空间布局和宜人的空间处理：书院虽然空间狭小，但由于采取多种性质的空间层次，让建筑、庭院、走廊等有机结合，做到“屋中有院，院中有屋”。由于书院的庭院（或天井）空间的比例和尺度关系得到较好的把握，尽管建筑布局紧凑，却无丝毫压抑感，反而透出一种亲切宜人、静怡典雅的书院建筑特有的空间氛围。

- 富有地方特色的红石建筑形象：在书院建筑群中，大量使用了兴国县本地出产的红石（为丹霞地貌的石头）为基石、门框、门槛石、踏步、护角护边石等处的建筑原料。一方面红石和普通青砖相比，具有强度高和防潮性能好等特性；另一方面红石有易雕琢、易加工成型等特点，可将其运用在栏杆、石兽雕刻、门洞过梁及牌坊中。

- 建筑构件和彩绘文化：在书院的各建筑中采用了石雕、木雕、彩画、拼贴等装饰手法，提高了建筑艺术的文化品位。

## 图集

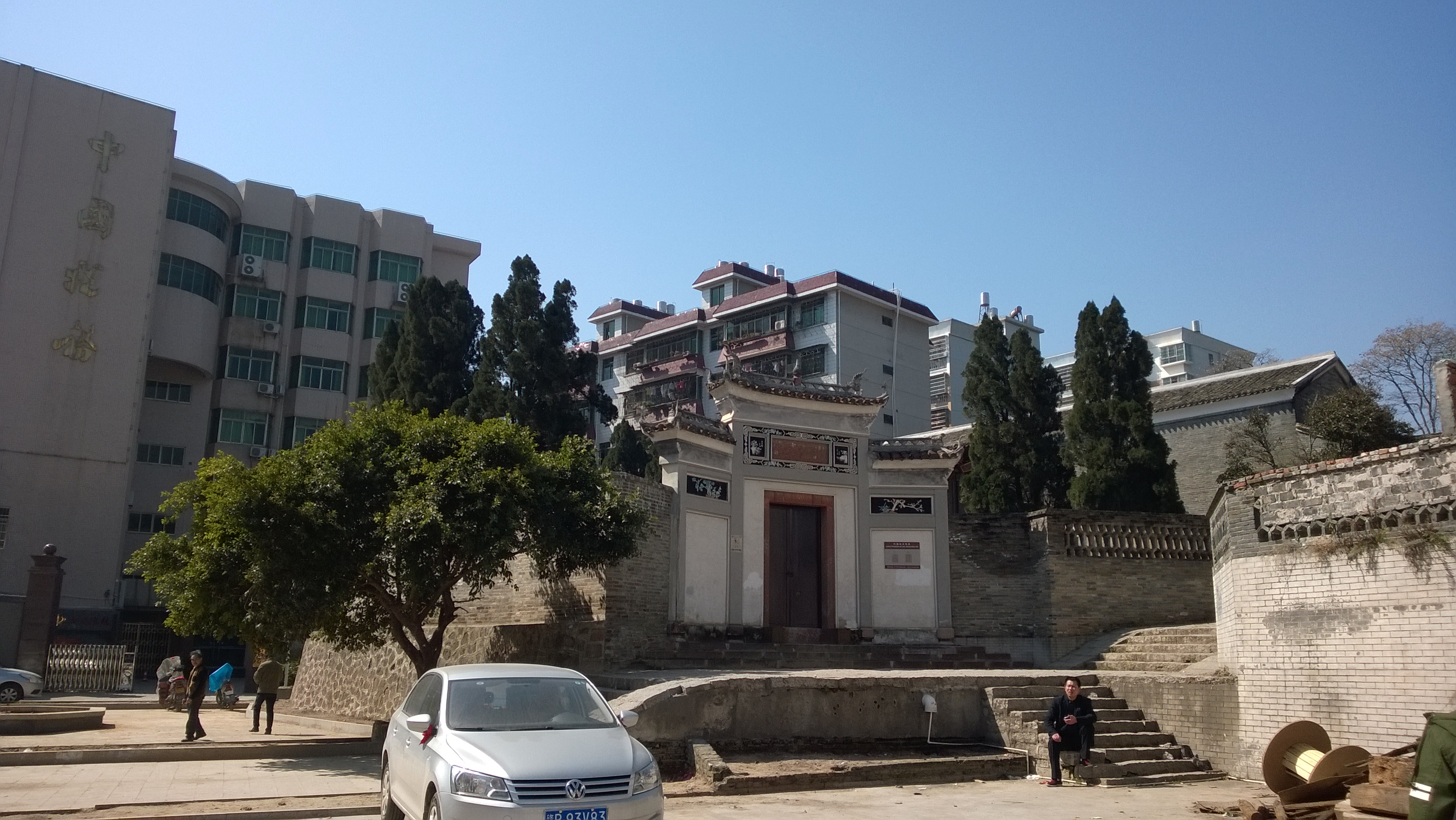
潋江书院门楼
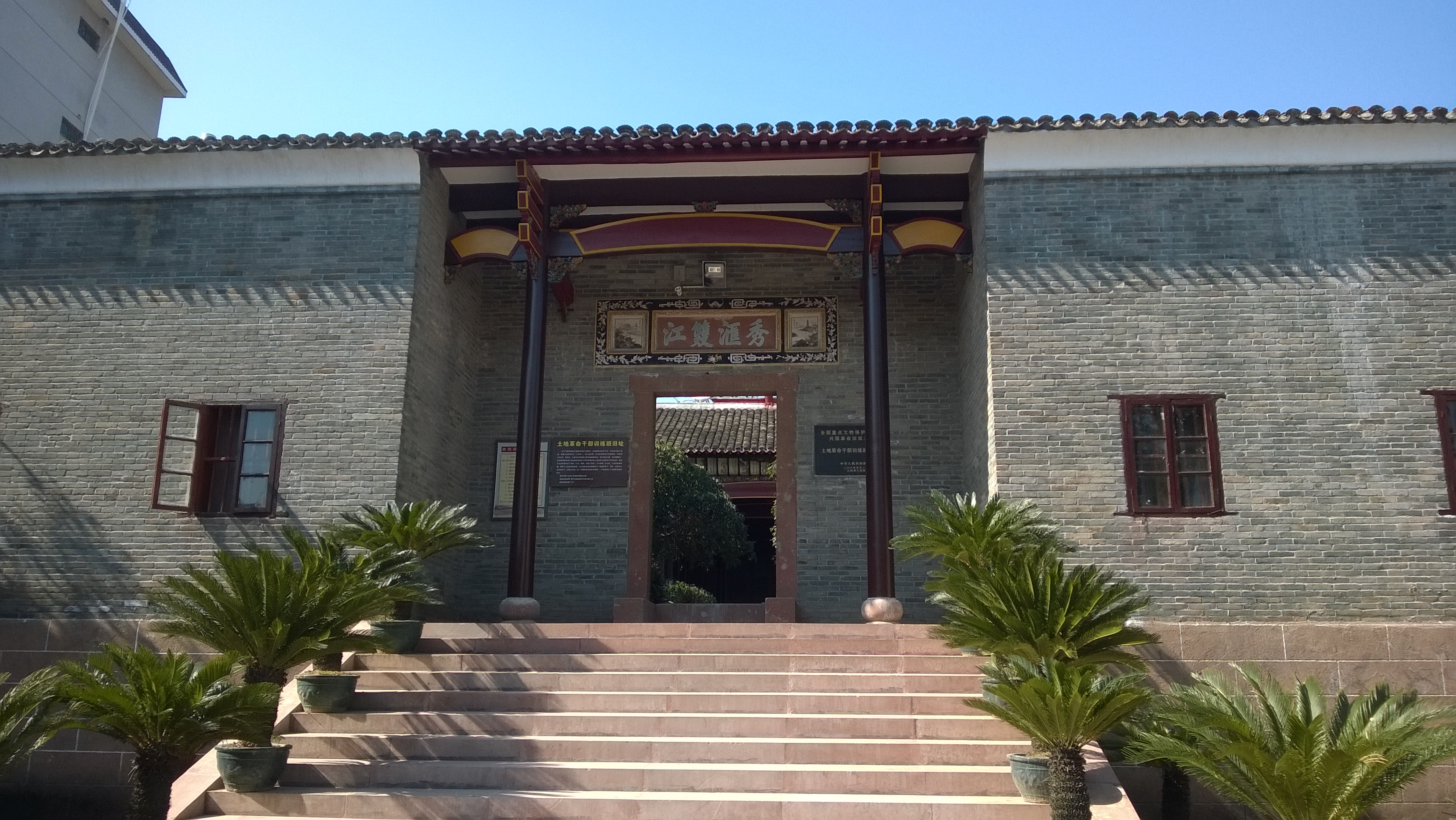
潋江书院门厅
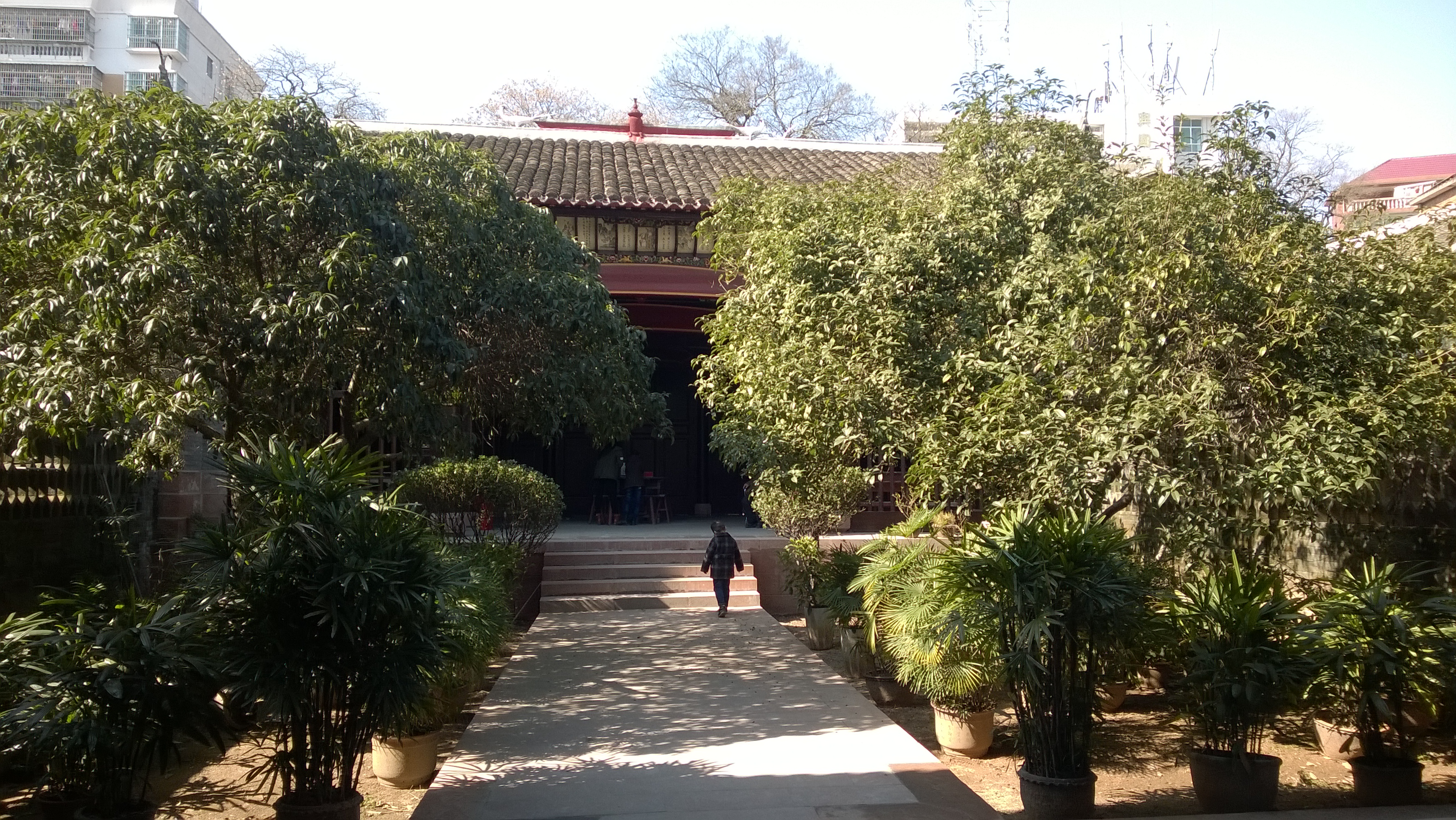
潋江书院花圃及讲堂
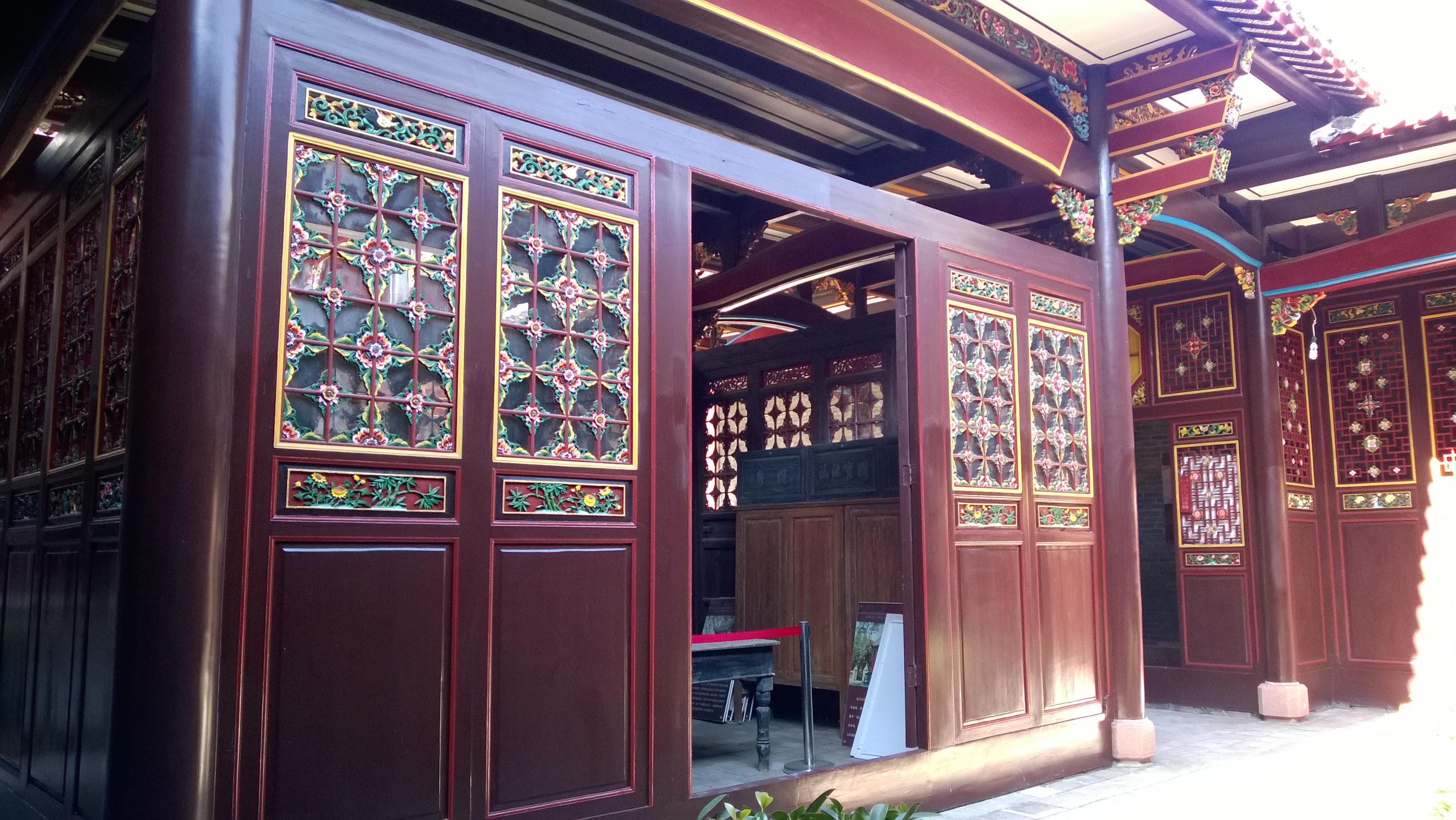
潋江书院拜厅
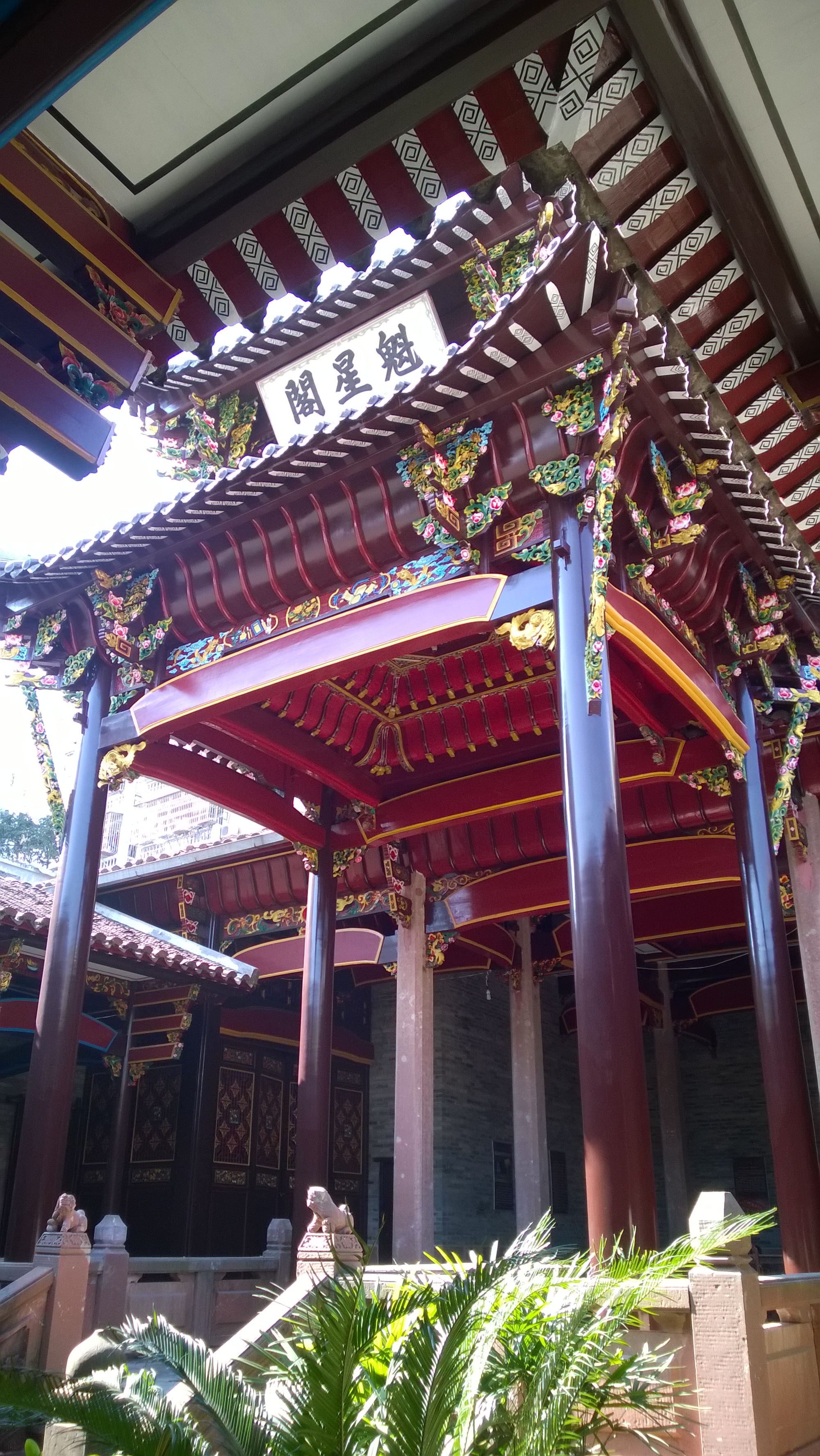
潋江书院魁星阁
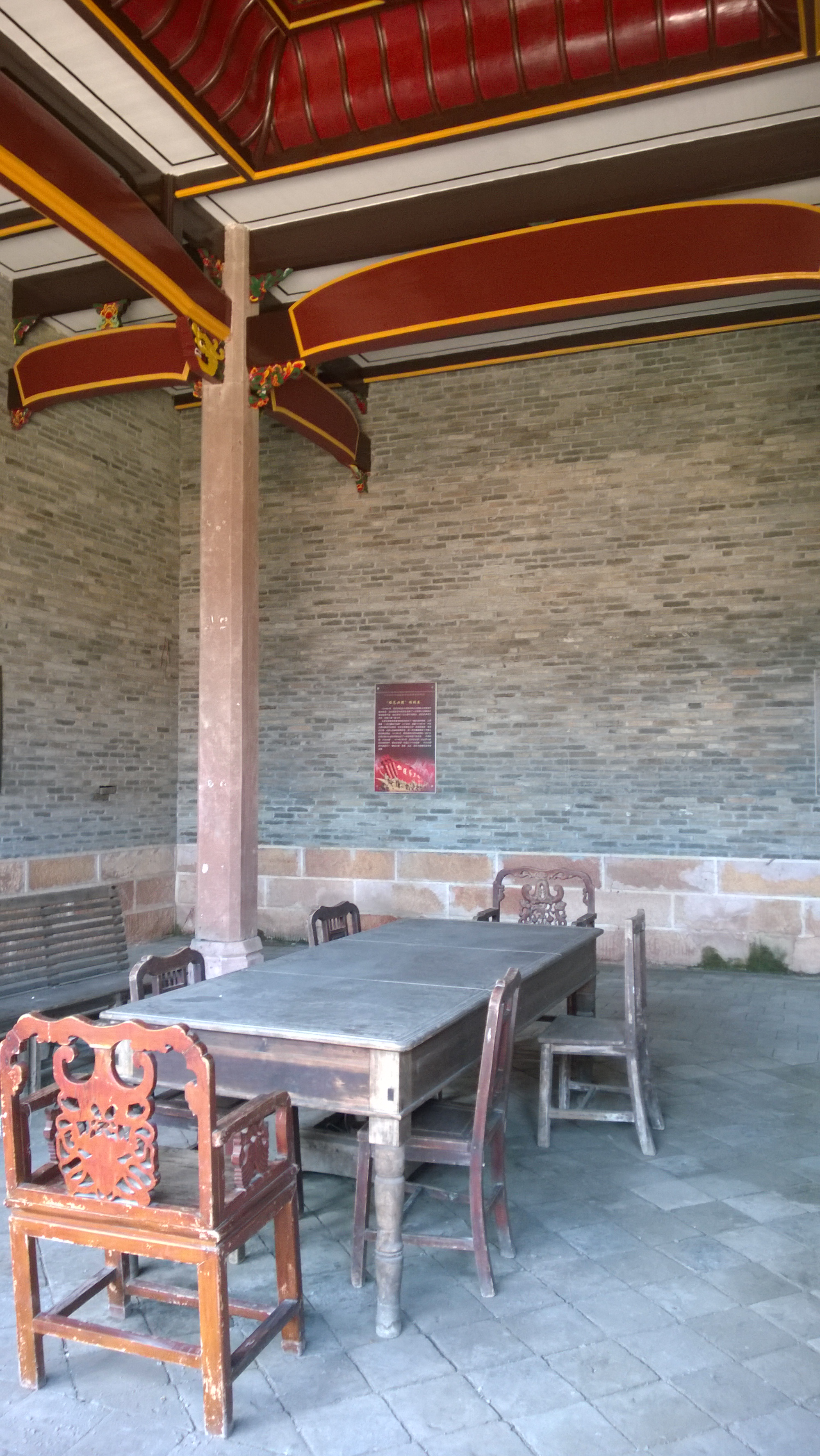
潋江书院文昌宫
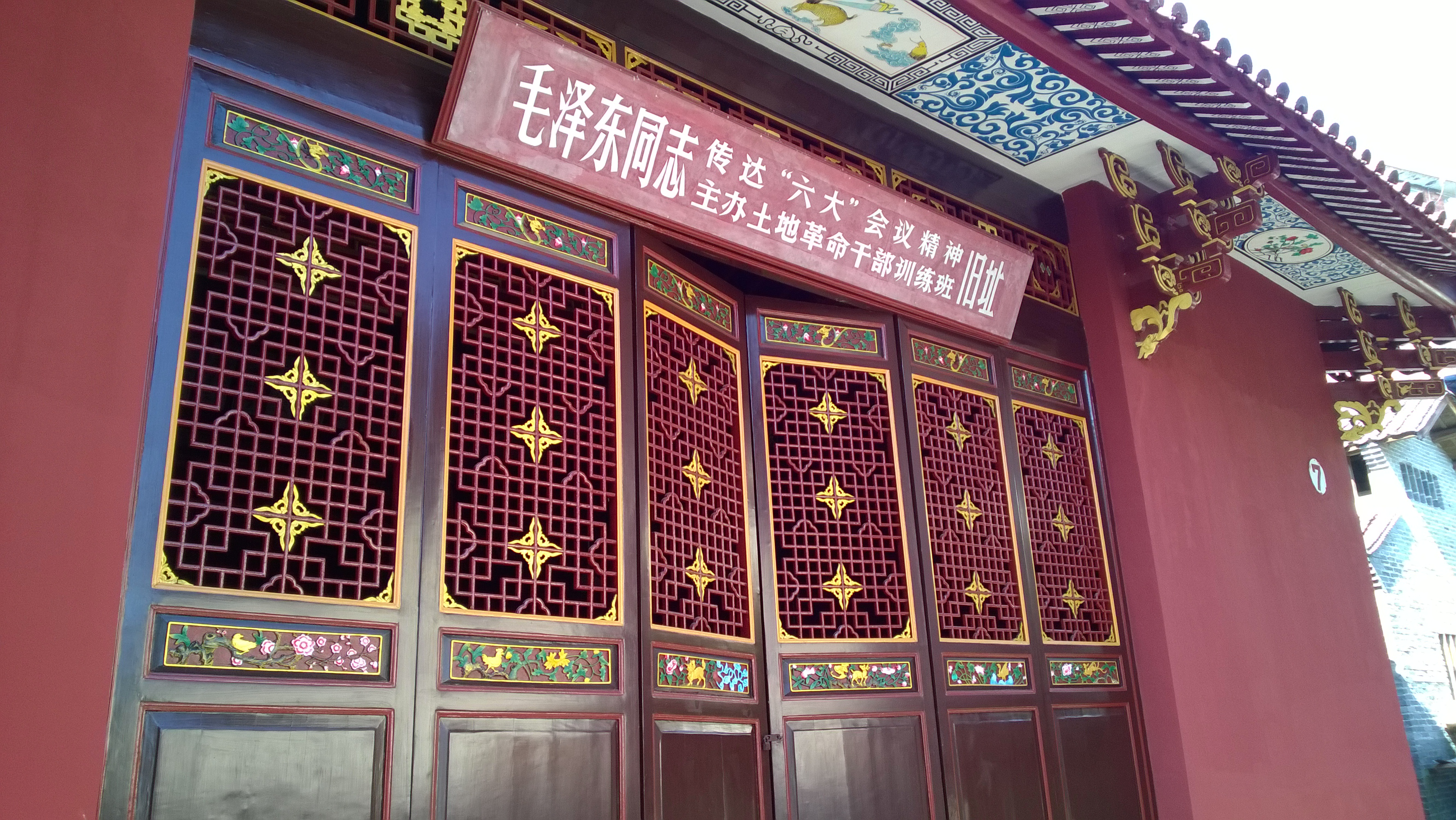
潋江书院崇圣祠（土地革命干部训练班旧址）
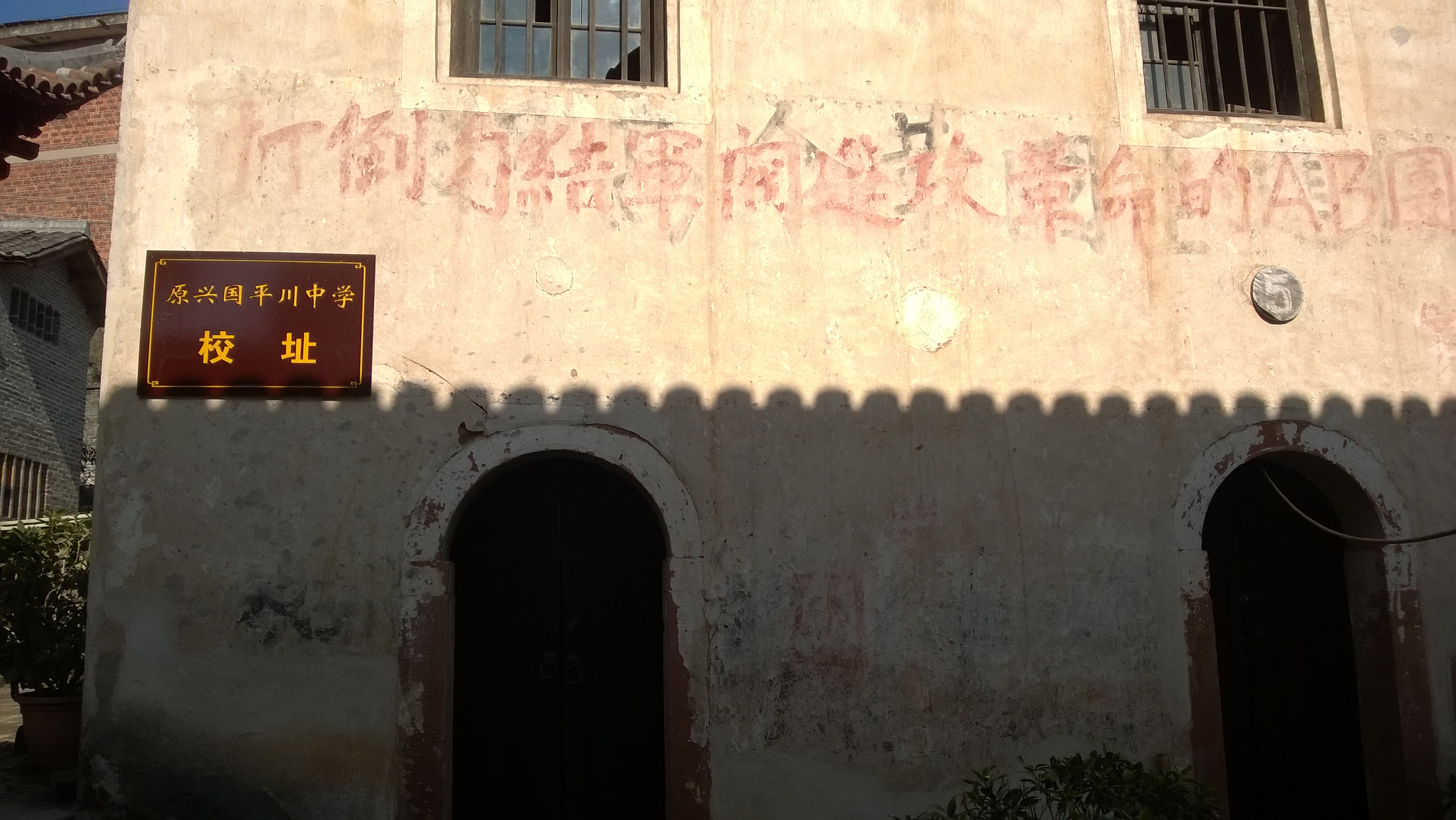
原兴国平川中学校址
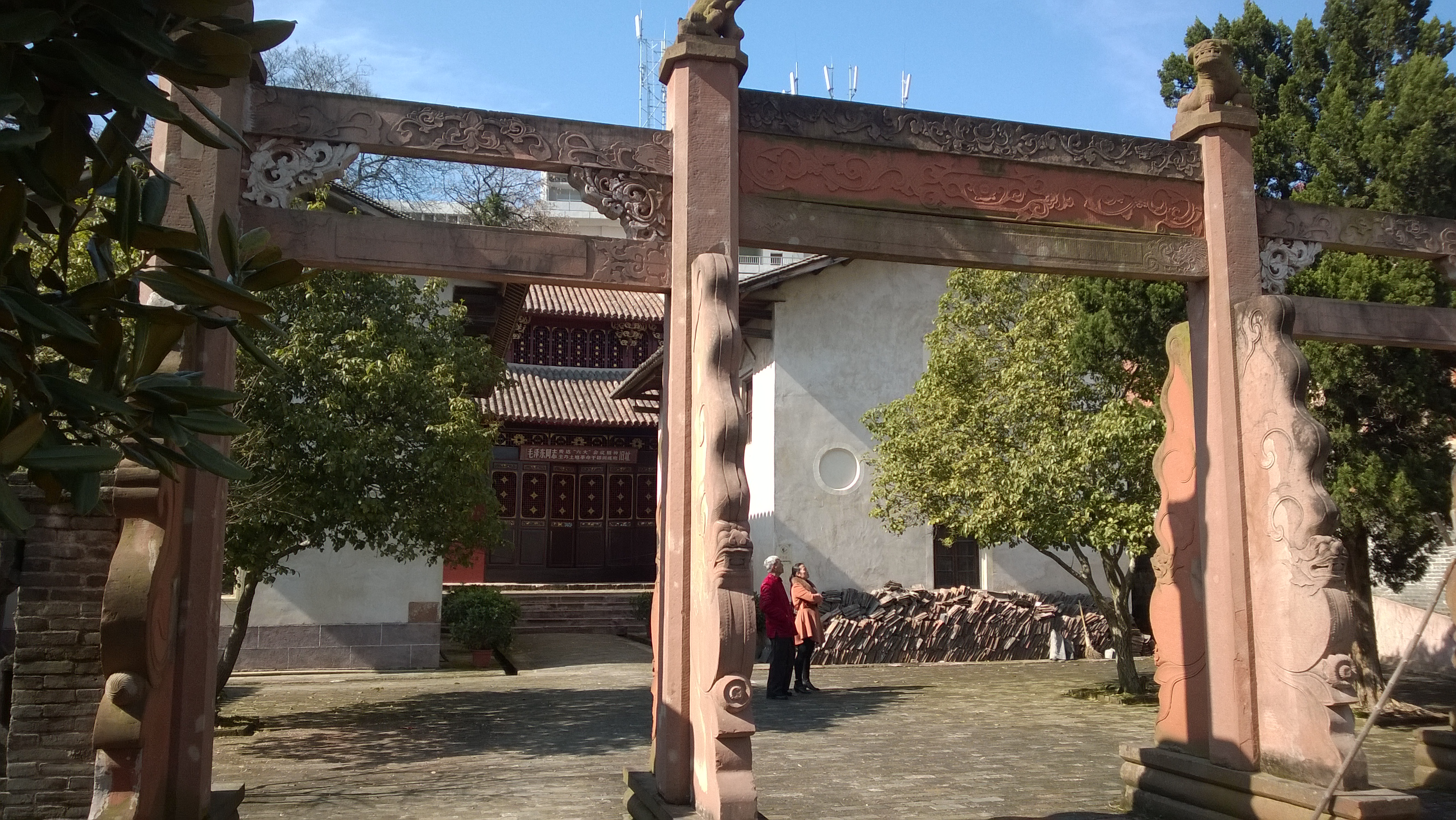
潋江书院内的三程过化坊
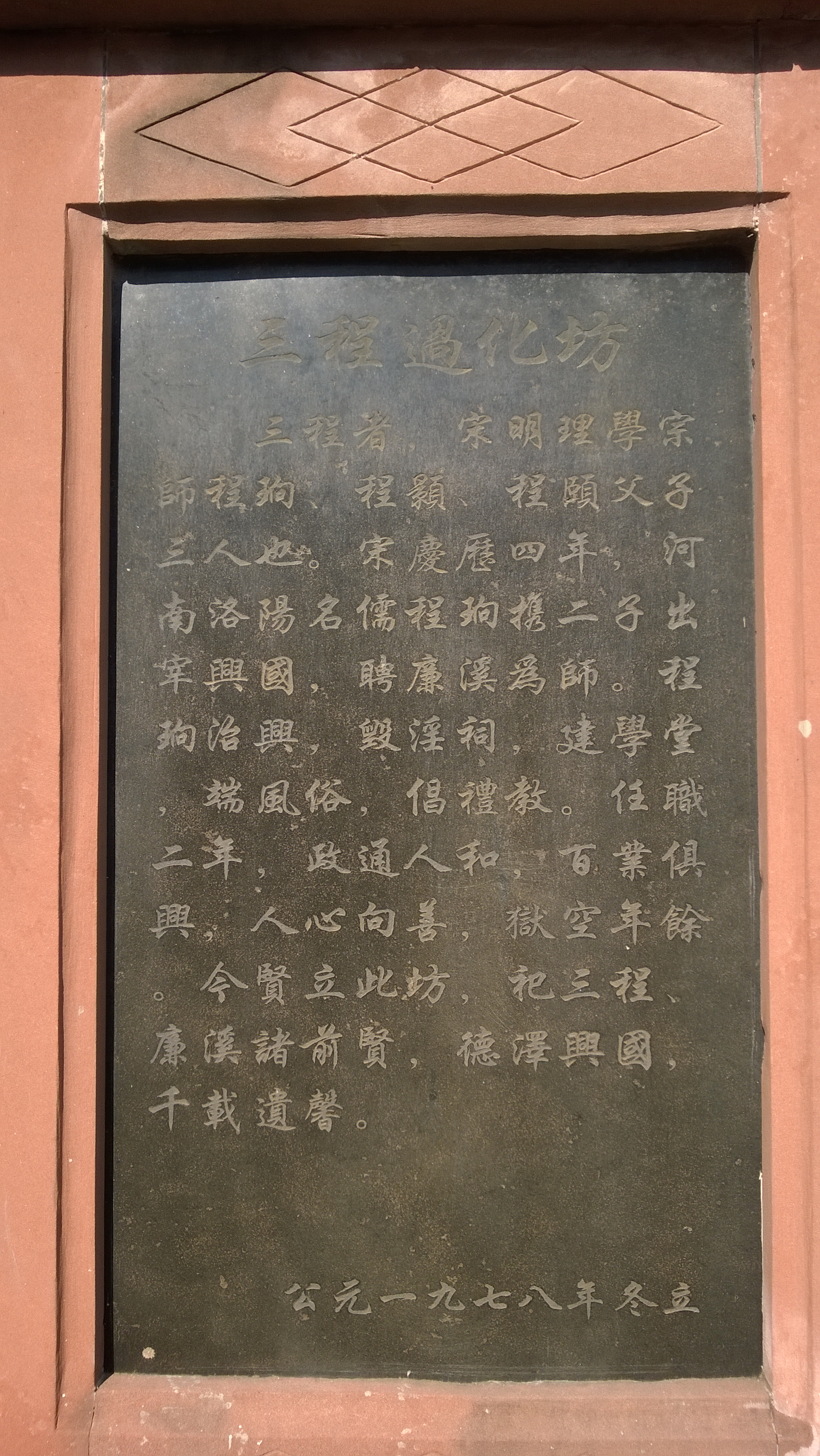
三程过化坊石碑